# Становое (Калининградская область)
Становое — посёлок в Неманском муниципальном округе Калининградской области.

## География
Находится в северо-восточной части Калининградской области, в зоне хвойно-широколиственных лесов, на берегах реки Злой, к западу от автодороги 27К-075, на расстоянии примерно 15 километров (по прямой) к юго-западу от города Неман, административного центра района. Абсолютная высота — 29 метров над уровнем моря.

### Климат
Климат характеризуется как переходный от морского к умеренно континентальному. Средняя температура воздуха самого холодного месяца (января) — −4 °C (абсолютный минимум — −35 °C); самого тёплого месяца (июля) — 17,5 °C (абсолютный максимум — 34 °С). Вегетационный период длится в среднем 190 дней. Годовое количество атмосферных осадков —732 мм, из которых большая часть (495 мм) выпадает в период с апреля по октябрь. Среднегодовая скорость ветра составляет 4 м/с.

### Часовой пояс
Посёлок Становое как и вся Калининградская область, находится в часовой зоне МСК−1. Смещение применяемого времени относительно UTC составляет +2:00.

## История
До 1938 года носил название Норвиллькишкен (нем. Norwillkischken). В период с 1938 по 1950 годы назывался Аргенфлур (нем. Argenflur). В период с 2008 по 2017 годы Становое входило в состав Жилинского сельского поселения Неманского района, с 2017 по 2022 годы — в состав Неманского городского округа.

## Население
| 2002 | 2010 |
| ---- | ---- |
| 3    | →3   |

### Национальный состав
Согласно результатам переписи 2002 года, в национальной структуре населения литовцы составляли 67 %, русские — 33 %.